# 177 av. J.-C.
Cette page concerne l'année 177 av. J.-C. du calendrier julien proleptique.

## Événements
- 15 décembre 178 av. J.-C. (15 mars 577 du calendrier romain)  : début à Rome du consulat de Caius Claudius Pulcher et Tiberius Sempronius Gracchus[1]. 
  - Ambassade conduite par Nicostratus à Rome pour dénoncer l'oppression des cités de Lycie, dont Xanthe pour dénoncer les exactions des Rhodiens depuis 187 av. J.-C. ; le sénat romain envoie une commission qui enjoint aux Rhodiens de mieux se comporter[2].
  - Soumission définitive de l’Istrie par Rome : après avoir hiverné à Aquilée, Manlius avance en Istrie avant l’arrivée de son successeur Claudius Pulcher. Il remporte une victoire, peut-être dans les environs du Quieto. Alors qu'il assiège Nesactium, près de Pola, où les Istriens survivants se sont réfugiés, Claudius Pulcher prend la relève avec une nouvelle armée et termine le siège. Après la prise de deux autres villes, l’Istrie est soumise jusqu’à Arsia[3].
  - Luna devient une colonie romaine de 2 000 citoyens masculins sur le territoire des Apuani[4].
  - Quatre mille familles samnites et péligniennes s’installent à Frégelles, aux confins du Latium[5].

- Campagne des Xiongnu contre les Yuezhi du Gansu (de 177 à 176 av. J.-C.)[6].
- Agitation des grands féodaux en Chine contre l’empereur Wendi : Liu Hsing-chün, roi de Chi-pei dans le Shandong, en 177, puis le roi de Huainan en 175 av. J.-C.[7].